# Slyne Head to Ardmore Point Islands SPA
Slyne Head to Ardmore Point Islands SPA este o arie protejată (arie de protecție specială avifaunistică — SPA) din Irlanda întinsă pe o suprafață de 3.377,68 ha, integral pe uscat.

## Localizare
Centrul sitului Slyne Head to Ardmore Point Islands SPA este situat la coordonatele 53°20′48″N 9°57′57″W / 53.346577°N 9.965747°V.

## Înființare
Situl Slyne Head to Ardmore Point Islands SPA a fost declarat arie de protecție specială avifaunistică în octombrie 2011 pentru a proteja 4 specii de animale.

## Biodiversitate
Situată în ecoregiunea atlantică, aria protejată nu include niciun habitat protejat.
La baza desemnării sitului se află mai multe specii protejate de  păsări (4): Branta leucopsis, chiră mică (Sterna albifrons), Sterna paradisaea, chiră de mare (Sterna sandvicensis).